# جامع العرب (البصرة)
جامع العرب في العراق من مساجد البصرة التراثية القديمة، والتي بناها الأمير العربي (مهنا بن رحمة)، عام 920 هـ/1514م، وقد كان بناؤه من الحجر والطين، ويقع في محلة القبلة في منطقة الصفات قرب شارع البصرة، ويحتل المرتبة الأولى في التأسيس المصاحب لتأسيس مدينة البصرة الحالية ويعد من الجوامع الأثرية.
ثم جرى هدمه وتجديد بناؤه عام 1190 هـ، ثم جدد ورمم بناؤه عدة مرات في عام 1213 هـ، وفي عام 1418 هـ/1987م، من قبل وزارة الأوقاف والشؤون الدينية ببناء حديث مع المحافظة على تصميم المبنى القديم وبمادة الطابوق مع بعض التغييرات المستحدثة.
جامع العرب ذو مساحة واسعة، ويحوي مصلى كبير حيث يقع الباب الرئيسي له في الجانب الشمالي، وتبلغ مساحة الحرم 750م2، ويقوم على قبة كبيرة، ويحتوي الحرم على مصلى للنساء بداخله، ويتوسط الحرم محراب جميل مبني من الطابوق المنجور ومن يمينه منبر مصنوع من الخشب الصاج، وبنيت له سقوف ثانوية حديثة، ويحيط مبنى الحرم نوافذ من جميع جهاته، ومقابل الحرم توجد طارمة فسيحة تبلغ مساحتها حوالي 200 م2، وللجامع منارة مئذنة عالية بارتفاع 30 مترا، شيدت بطراز إسلامي حديث وتحوي على حوضين، وحول مبنى الجامع ساحة واسعة وحديقة صغيرة.
وتقام في الجامع حالياً صلاة الجمعة وصلاة العيدين والصلوات الخمس المكتوبة.

## تحطيمه وتخريبه 2006
ولقد تعرض الجامع لأعمال عنف وتخريب وهدمت جدرانه وجزء من الحرم أثناء الفترة الطائفية، وجرى تحطيم أجزاء من الجامع من قبل المليشيات الطائفية بعد تفجير ضريح العسكريين 2006، وتم اقتحام الجامع وسرقة مقتنياته وأثاثه من قبل جماعة من المسلحين، وتمت فيه عملية إعدام وقتل سبعة حراس للجامع تابعين لديوان الوقف السني، من قبل عناصر مختلفة من المليشيات الطائفية، حيث حدث ذلك الموقف بصورة سريعة بعد حصول حادث تفجير بسيارة مفخخة استهدف سوقا شعبية في البصرة ليلة 4 حزيران 2006م، فأقدمت قوات الشرطة العراقية بإسناد من أجهزة الأمن في البصرة بالتحرك نحو الجامع ومهاجمة مجموعة الحرس التي بداخلهِ، ولقد تم تجديد بناؤه وتعميره بعد الحادث من قبل ديوان الوقف السني، والجامع كان يرتقي منبره مدير الوقف السني للمنطقة الجنوبية الدكتور عبد الكريم ناصر الخزرجى آنذاك وهو من المساجد المركزية بالبصرة.

## محتوياته
- توجد عدة غرف للإمام والخطيب وخدم الجامع بجوار الحرم.
- غرفة مخزن.
- منبرا من الخشب الصاج قديم التصميم بارتفاع مترين ونصف تقريبا.

## أسماء الأئمة والخطباء
ومن الأئمة الذين تعاقبوا على منصب الإمامة والخطابة فيه:
- الشيخ محمود أحمد عبد العزيز.
- الشيخ عبد الإله الهيتي.
- الشيخ الدكتور يوسف الحسان، الذي أصبح فيما بعد إمام جامع البصرة الكبير.
- الدكتور عبد الكريم ناصر الخزرجي، (مدير الوقف السني للمنطقة الجنوبية).
- الشيخ عبد الودود عثمان الحمداني.